# Sal Buscema
Pour les articles homonymes, voir Buscema.
Sal Buscema (Silvio Buscema) est un dessinateur de comics né le 26 janvier 1936 à Brooklyn (New York, USA)

## Biographie
Silvio Buscema naît le 26 janvier 1936 à Brooklyn. Vers le milieu des années 1960, il commence à encrer les planches de son frère John Buscema engagé en 1966 par Stan Lee pour Marvel Comics. Il quitte ensuite ce rôle et devient dessinateur pour de nombreuses séries de Marvel, en particulier : Captain America (scénario Steve Englehart), Hulk (scénario Len Wein, Roger Stern, Bill Mantlo), Défenseurs (scénario Len Wein et Steve Gerber), Rom (scénario Bill Mantlo) et Spider-Man (scénario Gerry Conway, et J.M. DeMatteis. Il est alors souvent son propre encreur mais encre aussi parfois d'autres dessinateurs dont son frère qu'il retrouve lorsque celui-ci dessine les aventures des Quatre Fantastiques.
Il a pris une semi-retraite vers le milieu des années 1990, encrant encore Spider-Girl (épisodes n° 59 et suivants) avec Tom DeFalco au scénario.

## Récompenses
- 2013 : prix Inkwell des « SPAMI »
- 2018 : prix Inkwell des « SPAMI »
- 2020 : prix Inkwell spécial Stacey Aragon[3]